# Гемоглобин S
Гемоглоби́н S (Hemoglobin S, HbS) — это особая мутантная форма гемоглобина, образующаяся у больных с серповидноклеточной анемией и склонная к кристаллизации вместо образования нормальной четвертичной структуры и растворения в цитоплазме эритроцита.
В гемоглобине S имеется единичная аминокислотная замена по сравнению с нормальным гемоглобином Α: L-глутаминовая кислота в 6-й позиции β-цепи глобина замещена на L-валин. Поскольку валин имеет неполярный радикал, располагающийся на поверхности молекулы, в результате этой замены растворимость гемоглобина резко падает.
Причина аминокислотной замены — единичная замена нуклеотида (А на Т). В результате триплет ГАГ, кодирующий глутамат, заменяется на ГТГ, кодирующий валин. Поскольку при этом исчезает сайт рестрикции для некоторых ферментов, можно не только выявлять гетерозигот при помощи электрофореза белков, но и проводить пренатальную диагностику генотипов на ранней стадии развития плода с использованием рестрикционного анализа и Саузерн-блоттинга.
Гемоглобин S обладает пониженной стойкостью к разрушению и пониженной кислород-транспортирующей способностью, а заполненные им (или смесью нормального гемоглобина А и гемоглобина S) эритроциты имеют более короткий срок жизни и быстрее разрушаются в печени или селезёнке. Это даёт преимущество гетерозиготам в районах с высокой смертностью от малярии, так как мерозоиты малярийного плазмодия не успевают закончить своё развитие в таких эритроцитах.
Эритроциты, несущие гемоглобин S, деформируются из-за кристаллизации гемоглобина в них, приобретают серповидную форму, теряют пластичность мембраны и способность проходить через мелкие капилляры. Застревая в капиллярах, такие эритроциты разрушаются и образуют тромбы, вследствие чего развивается хроническая капилляропатия.